# Dan mon O’Dey
Dan mon O’Dey (geboren 1972 in Bremervörde) ist ein afrodeutscher Arzt, Facharzt für Plastische Chirurgie. O’Dey war bis 2024 Chefarzt der Klinik für Plastische, Rekonstruktive und Ästhetische Chirurgie und Handchirurgie am Luisenhospital in Aachen. Er entwickelte spezifische operative Methoden zur Rekonstruktion des Genitales von Opfern weiblicher Genitalverstümmelung und ist Gründer des Zentrums für rekonstruktive Chirurgie weiblicher Geschlechtsmerkmale an der Aachener Klinik, das er von der Gründung im Jahr 2014 bis 2024 leitete, bevor er sich einem privaten Klinikverbund in Heidelberg anschloss.

## Beruflicher Werdegang
O’Dey besuchte ab 1984 das Collegium Augustinianum Gaesdonck und legte dort 1992 das Abitur ab. Anschließend studierte er bis zum Jahr 2000 Humanmedizin an der medizinischen Fakultät der RWTH Aachen und promovierte dort im selben Jahr mit einer Dissertation über Angiosomforschung. Seine Zeit als Arzt im Praktikum und als Assistenzarzt verbrachte er in der Klinik für Plastische Chirurgie, Hand- und Verbrennungschirurgie am Universitätsklinikum Aachen bei Norbert Pallua, wo er bis 2014 blieb und unterdessen seine Facharztausbildung abschloss.
Mitglied der Deutschen Gesellschaft der Plastischen, Rekonstruktiven und Ästhetischen Chirurgen (DGPRÄC) wurde O’Dey im Jahr 2006, inzwischen gehört er in dieser Fachgesellschaft zur Gruppe der Weiterbildungsermächtigten. Ebenfalls 2006 erhielt er die Anerkennung als Facharzt für Plastische und Ästhetische Chirurgie und wurde darüber hinaus Europäischer Facharzt für Plastische, Rekonstruktive und Ästhetische Chirurgie. Von 2006 bis 2012 war O’Dey als Oberarzt tätig. Zwischenzeitlich erwarb er 2009 die Zusatzbezeichnung Handchirurgie von der Ärztekammer Nordrhein. Nach Vorlage seiner Habilitationsschrift zum Thema Untersuchung zur speziellen Gefäßarchitektur der weiblichen Geschlechtsmerkmale im Zusammenhang mit der Entwicklung neuer operativer Techniken der Vulva- und Mammaplastik wurde er 2011 Privatdozent und erhielt die Venia legendi für das Fach Plastische und Ästhetische Chirurgie. 2012 wurde er Mitglied der ISAPS (International Society of Aesthetic Plastic Surgery) und hatte fortan die Funktion des leitenden Oberarztes und Vertreters des Klinikdirektors inne.
Im Jahr 2014 wechselte O’Dey an das Luisenhospital Aachen, wo er Chefarzt der Klinik für Plastische, Rekonstruktive und Ästhetische Chirurgie und Handchirurgie wurde, das Zentrum für Rekonstruktive Chirurgie weiblicher Geschlechtsmerkmale gründete und es fortan leitete. Schließlich wurde er Vertreter der DGPRÄC, 2016 für die Leitlinie Intimchirurgie der AWMF und 2017 im Auftrag der Deutschen Gesellschaft für Gynäkologie und Geburtshilfe (DGGG) für die Leitlinie Weibliche Genitale Fehlbildung.
Im Jahr 2024 gab O’Dey seine Tätigkeit in Aachen auf und wechselte an eine Privatklinik in Heidelberg.

## Wirken
O’Dey forscht, lehrt, operiert und publiziert. Daneben hält er Vorträge, um Laien wie Fachleute aufzuklären, ist Referent auf nationalen und internationalen Kongressen und wirbt bei Kollegen in Afrika für den Kampf gegen die weibliche Genitalverstümmelung. Neben seinem Spezialgebiet der operativen Vulvarekonstruktion nach Genitalverstümmelung ist bzw. war er ausweislich seiner Veröffentlichungen u. a. mit Brustchirurgie und Mammaplastik befasst und – am Universitätsklinikum Aachen und dort in Zusammenarbeit mit Palluda – mit Gesichtstransplantation, Mastopexie und Verbrennungschirurgie.
Mit seiner Vortragstätigkeit unterstützt O’Dey insbesondere Vereine und Initiativen, die sich um Aufklärung zum Thema bemühen und sich gegen weibliche Genitalverstümmelung einsetzen. Einer dieser Vereine mit Sitz in Dreieich wurde 2012 unter dem Namen NALA in Frankfurt am Main gegründet und setzt auf „Bildung statt Beschneidung“. Auf seiner Website informiert der Verein unter vielem anderen darüber, dass nach Schätzungen der Weltgesundheitsorganisation weltweit rund 140 Millionen Frauen, Mädchen und weibliche Babys betroffen sind. Der gemeinsamen Einladung von diesem Verein und dem dortigen Amt für Gesundheit folgte O’Dey im Mai 2014, als eine Veranstaltung zur rituellen Beschneidung und Fragen von Anatomie und Wiederherstellung organisiert worden war.
Auch die Kinderhilfsorganisation Plan International besuchte O’Dey und zwar im April 2015, als sich unter dem Titel Frauenrechte sind Menschenrechte im Rahmen des CHANGE genannten Projekts der Organisation ihre Multiplikatorinnen mit ihrem Tätigkeitsfeld und ggf. Aktionen erstmals öffentlich vorstellten und Gelegenheit zum gegenseitigen Kennenlernen und Austausch hatten – im großen Hörsaal des Museums für Völkerkunde in Hamburg. Die Teilnehmerinnen kamen „ursprünglich aus sechs westafrikanischen Ländern“. O’Dey hielt „einen Vortrag über neue Verfahren zur Rekonstruktion der weiblichen Genitalien“.
Mitunter gibt O’Dey außeruniversitäre Seminare, wie beispielsweise im August 2021 aus Anlass des 40. Jahrestages bei Terre des Femmes, oder er beteiligt sich an universitären Ringvorlesungen, wie beispielsweise an der Universität Gießen, wo er im Mai 2022 unter dem leitenden Thema Gendermedizin vortrug.

## Operationstechnik

Beschneidungstypen (nach WHO):
A Normale Anatomie
B Klitorisvorhaut und gegebenenfalls Klitoris wurden entfernt
C Klitorisvorhaut und gegebenenfalls Klitoris sowie die inneren Schamlippen wurden entfernt
D Klitorisvorhaut und Klitoris sowie die Schamlippen wurden entfernt und die Vaginalöffnung teilweise zugenäht

O’Dey entwickelte eigene operative Verfahren zur Rekonstruktion, insbesondere nach Klitoridektomie und Vulvektomie und in Abhängigkeit vom Typ der Beschneidung. Mit der Entwicklung habe er 2009 begonnen. Voraus ging intensive Forschungstätigkeit, deren erste Ergebnisse bereits im Jahr 2000 in seiner Doktorarbeit niedergelegt wurden.
Das Aachener Luisenhospital informiert auf seiner Website – allerdings fachsprachlich und deshalb nicht laienverständlich – über die operativen Methoden, die O’Dey anwende und teils selbst entwickelte. Die rekonstruktive Chirurgie der Vulva erfordere „komplexe, hochspezialisierte Operationsverfahren“. Bei der Vulvachirurgie kämen insbesondere eine sog. „aOAP-Lappenplastik (anterior Obturator Artery Perforater flap), die OD-Lappenplastik (Omega-Domed flap) und die mikrochirurgische NMCS-Procedure (Neurotizing and Molding of the Clitoral Stump)“ zum Einsatz, wie sie O’Dey in seinen Publikationen beschrieb. Mit Hilfe dieser Techniken sei es möglich, „die gesamte Vulva als ästhetische Einheit“ wiederherzustellen. Außerdem werde die „Klitorisregion mittels OD-Lappenplastik und NMCS-Procedure“ auf eine Weise rekonstruiert, die Form und Empfindung normalisiere.
Gefäßanatomie sei Forschungsschwerpunkt von O’Dey. Seine Angiosomforschung, die sich bereits im Jahr 2000 in seiner Dissertation und 2011 in seiner Habilitation niederschlug, war Grundlage für die Entwicklung der spezifischen Operationsverfahren.
Laienverständlich schrieb O’Dey 2014 in der Deutschen Hebammenzeitschrift unter dem Titel Rekonstruktion nach ritueller Beschneidung:

„Die Rekonstruktion ist schwierig. Sie beinhaltet je nach Schweregrad die Wiedereröffnung und Neuformung der Vulva, die Rekonstruktion des Scheideneinganges, die mikro-chirurgische Bergung des Klitorisstumpfes, die Neuformung einer Klitorisspitze sowie die Einbettung derselben in eine neu geformte klitorale Vorhaut.“

Die Operation dauert etwa 4–5 Stunden. Dabei werde „das Aussehen des weiblichen Geschlechts so nachempfunden, dass für den Laien mit bloßem Auge beinahe kein Unterschied zu einem intakten Genital wahrnehmbar“ sei. Nach der Operation sei ein stationärer Aufenthalt von etwa 8–10 Tagen nötig, falls lediglich die Klitoris wiederhergestellt wird, wären es 2–3 Tage. Die „Wundheilung ist mit der nach einer Geburt vergleichbar und dauert etwa 3 Wochen“. Ein beschwerdefreier Geschlechtsverkehr sei nach etwa 6–10 Wochen möglich.

## Mediale Aufmerksamkeit
Obwohl O’Dey seit 2014 etwas weniger als in den Jahren davor publiziert, zieht er mit seiner neuen Operationsmethode einige mediale Aufmerksamkeit auf sich.
Im Jahr 2013 veröffentlichte die Tageszeitung Die Welt ein Porträt über Dan mon O’Dey und beschrieb darin sowohl seine fachlichen Positionen wie auch die von ihm entwickelten operativen Methoden. O’Dey wurde als „der erste Arzt“ bezeichnet, „der den Betroffenen hierzulande mit einer rekonstruktiven OP hilft“. Das stimmt insofern nicht ganz, als sich andere vor ihm – wie beispielsweise der französische Urologe Pierre Foldès – mit dem Wiederaufbau der Klitoris einen Namen gemacht hatten. Allerdings dienten rekonstruktive Operationen lange Jahre weltweit lediglich deren „funktionelle[r] Wiederherstellung“, so O’Dey. Um die „Anatomie drum herum“, die ihn nicht minder interessiere, hätte man sich jedoch „noch nicht so recht gekümmert“. Ihm sei „wichtig, den Frauen nicht nur die Funktion, sondern auch das Aussehen wiederzugeben, das ihnen einst von anderen genommen wurde“.

„Bei der Operation führt der Mediziner eine sogenannte Lappenplastik durch: Er birgt die restliche Klitoris, befreit sie von Narben und legt sie in eine kleine Senke. Außerdem baut er die äußeren Schamlippen wieder auf, sofern diese entfernt worden waren – so gut, dass für den Laien mit bloßem Auge kaum ein Unterschied zu einer unbeschnittenen Frau erkennbar ist.“

Die Kosten würden von den Krankenkassen getragen. Die Operation stelle nicht nur Funktion und Aussehen des weiblichen Genitale wieder her, sondern trage auch dazu bei, „das Selbstwertgefühl zu steigern und damit die identitätsbezogene Würde wiederherzustellen“. Allerdings solle man laut O’Dey keinesfalls Mädchen oder Frauen zu einer Operation überreden, auch „wenn wir diese Tradition in unserem Kulturkreis nicht verstehen“.
Bei der Deutschen Welle äußerte sich O’Dey 2013 verärgert über Ärzte, denen in diesem Zusammenhang Erfahrung mit rekonstruktiven Operationen fehle:

„Immer mehr Ärzte, vor allem Gynäkologen, würden sich an ihr versuchen, erklärt Dan mon O’Dey, leitender Oberarzt an der Klinik für plastische Chirurgie in Aachen. Oft rufen ihn Kollegen an, um ‚mal eben übers Telefon‘ Anweisungen für die Rekonstruktion zu bekommen. Das beunruhigt ihn – und macht ihn wütend. ‚Sie glauben gar nicht, wie viele Frauen ich operiert habe, die im Vorfeld schon bei Ärzten waren, die so ein bisschen herumversucht haben. Das ist wirklich eine Schande für die Patientinnen!‘“

Aus Anlass des Internationalen Frauentages berichtete die Tageszeitung taz 2014 über eine Soziologin aus dem Senegal, die sich ihr versehrtes Geschlechtsorgan in Aachen von O’Dey wiederherstellen ließ.
In einem Interview beim Missionsmagazin kontinente teilte der deutsch-nigerianische Arzt 2017 mit, dass er „im Sinne der Patientinnen eher von Genitalbeschneidung“ denn von -verstümmelung spreche, weil die Patientinnen wüssten, „dass der Eingriff kulturell verwurzelt ist“, und deswegen „oftmals Schwierigkeiten“ hätten, „eine Menschenrechtsverletzung darin zu sehen“. Es sei „ein Prozess, die Dinge unter diesem Gesichtspunkt zu betrachten und sie auch so zu benennen“. O’Dey war eigenen Angaben zufolge in Tansania und suchte mit den Massai das Gespräch über Genitalverstümmelung, unter anderem, weil er „mehr über den kulturellen Hintergrund verstehen“ wollte.
Das Nachrichtenmagazin Der Spiegel befragte O’Dey 2018 zum sog. G-Punkt. Ob es ihn „überhaupt“ gebe, lasse sich „bis heute nicht eindeutig sagen“. Auch wenn darüber viel geschrieben werde, sei er anatomisch nie nachgewiesen worden, zumal sein Entdecker Gräfenberg das „Areal nicht bei einer repräsentativen Studie, sondern lediglich durch persönliche Beobachtung identifiziert“ hätte.
Das Deutsche Ärzteblatt widmete 2019 einen Artikel dem Thema weiblicher Beschneidung und rekonstruktiver Bemühungen um „verstümmelte Frauen“. Die „Aufmerksamkeit für Genitalverstümmelung“ wachse auch in Deutschland, „nicht zuletzt aufgrund zunehmender Migrationsströme“. Allein die „Zahl der gefährdeten Minderjährigen in Deutschland“ werde auf gut 17.000 geschätzt, „fast doppelt so viele wie noch vor 3 Jahren“. Dan mon O’Dey habe „die Anatomie der die Schamregion versorgenden Nerven und Gefäße erforscht und eine komplexe Rekonstruktion entwickelt und beschrieben“. Unter anderem wird seine Operationsmethode beschrieben, die „von ihm erstmals auf der 46. Jahrestagung der Deutschen Gesellschaft der Plastischen, Rekonstruktiven und Ästhetischen Chirurgen (DGPRÄC) vorgestellt“ worden sei – unter Einbeziehung von seinerzeit 47 Patientinnen, die über ein Jahr „lückenlos nachuntersucht“ waren. Eine „größer angelegte Outcome-Studie“ sei in Planung mit einem fünfjährigen Nachuntersuchungszeitraum. Er habe zu berichten gewusst, dass die Beschneiderinnen selbst leiden würden und die Beschneidungen teils „aufgrund großen Drucks vorgenommen“ würden. Anders als Die Welt lässt das Ärzteblatt verlauten, die Kostenübernahme durch die Krankenkassen sei nicht gesichert.
Der gemeinnützige Verein Aktion Weißes Friedensband, 2003 von Journalistinnen und Journalisten in Düsseldorf gegründet, richtete unter dem Schlagwort Kutairi für betroffene Frauen einen sog. Fonds für Rekonstruktion ein, weil die Kassenfinanzierung nicht in jedem Fall gesichert sei und Krankenkassen nicht für alle Kosten aufkommen, die von manchen Frauen nicht aufzubringen seien. Eine der Unterseiten der Website des Vereins ist Dan mon O’Dey gewidmet.
Anlässlich eines Interviews im Jahr 2020 bei der Frankfurter Allgemeinen sagte O’Dey, dessen Wurzeln zur Hälfte in Nigeria liegen, es gehe, wenn „man es auf einen Nenner“ bringe, mit der Funktionseinschränkung am weiblichen Geschlecht „um sexuelle Kontrolle“.
Im Oktober 2022 war O’Dey in einer Wissenschaftsdokumentation auf 3sat über Vulva und Vagina als Experte hinzugezogen.

## Mitgliedschaften
- Deutsche Gesellschaft der Plastischen, Rekonstruktiven und Ästhetischen Chirurgen (DGPRÄC)
- International Society of Aesthetic Plastic Surgery (ISAPS)
- Deutsche Gesellschaft für Gynäkologie und Geburtshilfe (DGGG)

## Ehrungen und Auszeichnungen
- 2025: Bundesverdienstkreuz am Bande[24]

## Schriften (Auswahl)
- Rekonstruktion nach ritueller Beschneidung. In: Deutsche Hebammen Zeitschrift. Nr. 12, 2014, S. 51–54 (dhz-online.de [abgerufen am 27. August 2022]).
- Anatomisch-funktionelle Rekonstruktion des weiblichen Genitales nach ritueller Beschneidung. In: Journal für Ästhetische Chirurgie. Nr. 8, 2015, S. 179–183, doi:10.1007/s12631-015-0025-0.
- Die komplexe Rekonstruktion der Vulva nach weiblicher Genitalverstümmelung/Genitalbeschneidung. In: Urologe. Band 56, Nr. 10, 2017, S. 1298–1301, doi:10.1007/s00120-017-0485-2 (dropbox.com [PDF; abgerufen am 4. September 2022]).
- Anatomische Rekonstruktion nach weiblicher Genitalbeschneidung. In: Journal für Ästhetische Chirurgie. Band 11, Nr. 10, 2018, ISSN 1867-4305, S. 180–184, doi:10.1007/s12631-018-0160-5: „Die rituelle weibliche Genitalbeschneidung („female genital mutilation/cutting“ [FGM/C]) ist ein weltweites Problem und betrifft Abermillionen Mädchen und Frauen insbesondere in afrikanischen und arabischen Ländern. Betroffene leiden an gravierenden physischen und psychischen Störungen. Die Möglichkeit einer anatomischen Rekonstruktion stellt daher für viele Frauen eine wichtige und lebensverändernde Option dar.“
- Vulvar Reconstruction Following Female Genital Mutilation/Cutting (FGM/C) and other Acquired Deformities. Springer International Publishing, Cham 2019, ISBN 978-3-03002166-5, doi:10.1007/978-3-030-02168-9 (englisch).
- Die anatomische Rekonstruktion der Vulva nach weiblicher Genitalbeschneidung (FGM/C) und anderen erworbenen Defekten. Springer Nature, Heidelberg 2023, ISBN 978-3-03126869-4, doi:10.1007/978-3-031-26870-0.